# Mimosa mollis
Mimosa mollis är en ärtväxtart som beskrevs av George Bentham. Mimosa mollis ingår i släktet mimosor, och familjen ärtväxter. Inga underarter finns listade i Catalogue of Life.